# Collegium Berchmanianum (Oudenbosch)
Het Collegium Berchmanianum is een gebouwencomplex aan Markt 66-68 te Oudenbosch, in de Nederlandse provincie Noord-Brabant. 

## Geschiedenis
Kern van dit complex is een neoclassicistisch herenhuis uit 1835. In 1878 vestigden de Jezuïeten hier hun philosophicum. In 1877 werd het huidige kloostercomplex gebouwd, ontworpen door Nicolaas Molenaar sr.. Het complex werd opgetrokken in stijl met zowel neogotische als neorenaissance kenmerken. Het philosophicum werd, naar de Heilige Jan Berchmans, het Collegium Berchmanianum genoemd. Bij het klooster is een Lourdesgrot gelegen.
De opleiding verhuisde in 1929 naar Nijmegen (zie: Berchmanianum). Het pand is daarna in gebruik geweest bij de Missionarissen van de Heilige Familie en bij de Broeders van Oudenbosch. Uiteindelijk werd het pand als hotel en horecagelegenheid in gebruik genomen.
Het gebouwencomplex ligt verscholen achter de straatwand. Via een entreegebouw heeft men er toegang toe.

## Externe bron
- ReliWiki